# Istituto di studi e analisi economica
L'Istituto di studi e analisi economica (ISAE) era un ente pubblico, nato nel 1997 dalla fusione tra l'Istituto nazionale per lo studio della congiuntura (ISCO) e l'Istituto di studi per la programmazione economica (ISPE), che effettuava analisi e ricerche di supporto per le decisioni di politica economica e sociale del Governo, del Parlamento e delle pubbliche amministrazioni.
Era un ente non governativo dotato di una propria autonomia, riconosciuta da norme costituzionali e leggi inerenti agli enti di analisi ed elaborazione di ricerche economiche. L'ISAE forniva previsioni macroeconomiche annuali e trimestrali, utilizzando indicatori statistici, valutazioni qualitative e modelli econometrici. Le analisi erano sia di tipo nazionale che di tipo internazionale, di breve, medio e lungo periodo.
I campi di studio comprendevano studi di macroeconomia, microeconomia, di finanza pubblica e di politiche per la coesione sociale e territoriale.
Mensilmente pubblicava gli indici di fiducia delle famiglie e delle imprese, oltre a un indicatore per l'indebitamento e l'erosione dei risparmi delle famiglie, uno dei principali indici statistici per valutare lo stato di salute dell'economia insieme al tasso d'inflazione, all'IVA sulla importazione e all'indicatore dell'andamento della domanda interna.
L'ISAE è stato soppresso il 31 dicembre 2010, in seguito all'attuazione del decreto del Ministero dell'economia e delle finanze del 23 dicembre 2010, che ha fatto seguito all'art. 7, comma 18 del decreto-legge n. 78 del 31 maggio 2010, convertito in legge n. 122 del 30 luglio 2010.
A partire dal 1º gennaio 2011 molte delle funzioni scientifiche ed istituzionali svolte dall'ISAE sono state trasferite all'Istituto nazionale di statistica.